# Сокровище византийского купца
«Сокровище византийского купца» (чеш. Poklad byzantského kupce) — чехословацкий детектив 1966 года режиссёра Иво Новака.

## Сюжет
Камилла, студентка Школы прикладного искусства в Праге, работающая неполный рабочий день в кооперативе граверов, приходит в главное управление  Общественной безопасности с важной информацией: в гравировальной мастерской клиент заказал сделать слепок со старой монеты. Но эта монета, как считает девушка, часть хорошо известного в археологии так называемого «сокровища византийского купца» девятого века, который, как предполагалось, был полностью уничтожен пожаром во время бомбардировки во время Второй мировой войны.
Молодой криминалист Экснер не воспринимает восторженную блондинку слишком серьёзно, но после запроса специалистов выясняется, что Камилла права. Экснер начинает дело. Однако, Камила не только красива, но и чрезвычайно любопытна, и поэтому, несмотря на запрет Экснера, участвует в опасном расследовании. Вскоре происходит убийство сотрудницы Археологического института Академии наук Голубовой, что приводит Экснера и Камиллу к месту раскопок неолитического поселения и к ученым в Праге. Между Камилой и Экснером возникает более глубокая связь. Детальное расследование приводит к успеху, выясняется, что древнее сокровище спрятано в кладбищенском склепе, теперь осталось только дождаться того, кто придёт за кладом…

## В ролях
- Габриэла Вранова — студентка Камила Хоускова
- Иржи Вала — капитан Экснер
- Иржи Совак — археолог доктор Соудек
- Любомир Липский — журналист Альфред Гудец (в советском дубляже - Худек)
- Владимир Шмерал — профессор Алингер, директор Института археологии
- Ян Либичек — следователь Влчек
- Вацлав Лохниский — следователь Богуш Беранек
- Илья Прахарж — доктор Черны, профессор археологии
- Зденек Ржехорж — антрополог доктор Шедивка
- Йозеф Кемр — отец Камилы
- Сватава Губенякова — жена Гудеца
- Вацлав Трегл — водитель Хлупачек
- Петр Ханичинец — водитель Фабера
- Ярослав Штерцл — прапорщик Кудела

## Съёмки
Места съёмок — Прага, в основном в историческом районе «Мала-Страна», а также окрестностях города Кутна-Гора.
Капитан Экснер (актёр Иржи Вала) в фильме водит очень редкий автомобиль Bugatti Type 50, эта модель была выпущена в 1930—1934 годах в числе всего 65 экземпляров.